# European Journal of Physics
European Journal of Physics (Європейський журнал фізики) — рецензований науковий журнал, присвячений підтриманню та покращенню стандартів фізичної освіти у вищих закладах освіти. Журнал, що виходить у світ з 1980 року, тепер публікується видавничою компанією IOP Publishing британського Інституту фізики  від імені Європейського фізичного товариства. Головний редактор журналу (станом на 2023 рік) — професор фізики Мойца Чепіч (Mojca Čepič) з Люблянського університету.
Журнал не публікує результати оригінальних досліджень в галузі фізики, його основна тематика це:
- огляд досліджень на рівні, доступному для студентів;
- коментарії фахівців за результатами досліджень;
- описи нових лабораторних методик;
- наукові та оглядові статті на відповідних рівнях;
- описи успішних оригінальних студентських проектів;
- обговорення питань з історії та філософії фізики;
- повідомлення про нові розробки у методиці викладання фізики та навчальних програмах з фізики.

Журнал мав імпакт-фактор 0,781 за 2020 рік згідно з Journal Citation Reports. Він індексується у Chemical Abstracts, Ei Compendex, Web of Science,  Inspec, Zentralblatt MATH та інших службах.